# Araçu
Araçu là một đô thị ở bang Goiás. Dân số đô thị này năm 2004 ước khoảng 4.351 người.